# Ren Ziwei
Ren Ziwei (cinese: 任子威; Harbin, 3 giugno 1997) è un pattinatore di short track cinese.

## Palmarès

### Olimpiadi
- 3 medaglie:
  - 2 ori (staffetta 2000 m mista e 1000 m a Pechino 2022).
  - 1 argento (5000 m staffetta a Pyeongchang 2018).

### Mondiali
- 4 medaglie:
  - 3 argenti (5000 m staffetta a Rotterdam 2017; 500 m a Montréal 2018; 5000 m staffetta a Sofia 2019);
  - 1 bronzo (500 m a Sofia 2019).

### Giochi asiatici
- 1 medaglia:
  - 1 oro (5000 m staffetta a Sapporo 2017).

### Mondiali juniores
- 2 medaglie:
  - 1 oro (3000 m staffetta a Erzurum 2014).
  - 1 bronzo (1500 m a Erzurum 2014).